# Sala dell'Immacolata

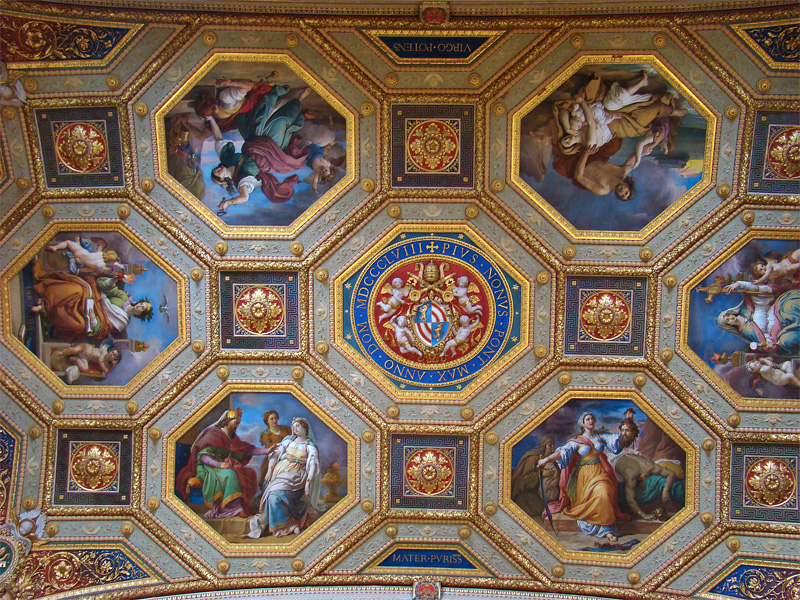
Volta della Sala dell'Immacolata

Nel 1858 il papa Pio IX commissionò al più celebre pittore italiano dell'epoca, Francesco Podesti, la realizzazione di un ciclo di affreschi per ricordare l'istituzione del dogma dell'Immacolata Concezione, da lui stesso proclamato l'8 dicembre 1854. Da quell'epoca la sala prese il nome attuale. 

## Gli affreschi
L'interesse artistico è notevole, in quanto gli affreschi rappresentano una delle ultime opere di arte sacra concepita con grandiosità e per commissione papale, in un momento in cui sempre più prendeva campo una concezione laica dell'arte.
Gli affreschi maggiori si trovano sulle pareti e rappresentano:
- Discussione su Maria concepita senza peccato
- Proclamazione del Dogma (avvenuta l'8 dicembre del 1854)
- Incoronazione dell'effigie della Vergine ad opera di Pio IX
- Sibille, storie e figure allegoriche (nella parete con le finestre)

Sulla volta ci sono sei ottagoni entro i quali Podesti dipinse le allegorie della Fede e della Teologia, nonché episodi dell'Antico Testamento: i Naufraghi con l'Arca di Noè sul fondo; Giaele uccide Sisara; Ester sviene davanti ad Assuero; Giuditta con la Testa di Oloferne.
Francesco Podesti, da vero "pittore di storia", raffigurò negli affreschi tutti coloro che furono presenti nel momento della definizione e della proclamazione del dogma dopo averli ritratti dal vero, così da mostrare con estrema esattezza la verità dei fatti. Si scontrò per questo con la curia romana, che non voleva fosse rappresentato padre Passaglia, un prelato che, pur essendo stato acceso sostenitore della proclamazione del dogma, aveva poi espresso idee non troppo canoniche ed era perciò caduto in disgrazia. Per amor di verità il Podesti si rifiutò con energia di cancellare un personaggio che comunque era stato presente agli eventi rappresentati. Sostenne il suo rifiuto con un esempio irrefutabile: Giuda Iscariota, che certo si comportò in modo peggiore di padre Passaglia, purtuttavia è stato sempre rappresentato nei dipinti dell'Ultima Cena! 
Nel 2006 gli affreschi sono stati oggetto di un intervento di restauro conclusosi l'anno successivo.

## Gli arredi
La Sala dell'Immacolata Concezione è situata nella Torre Borgia; al centro accoglie un mobile-libreria ottocentesco, riccamente decorato, che conserva 110 volumi artistici con il testo della Bolla pontificia Ineffabilis Deus in cui si proclama il dogma dell'Immacolata Concezione tradotto nelle principali lingue del mondo. Il pavimento è costituito da un mosaico originale di epoca romana, realizzato con marmi di diversi colori e proveniente da Ostia antica. 
Il Podesti disegnò anche gli intarsi marmorei, le porte e i portelloni di legno della sala; aveva infatti dichiarato:
(Francesco Podesti, Memorie, 1854)